# San Perlita (Texas)
San Perlita es una ciudad ubicada en el condado de Willacy en el estado estadounidense de Texas. En el Censo de 2010 tenía una población de 573 habitantes y una densidad poblacional de 426,27 personas por km².

## Geografía
San Perlita se encuentra ubicada en las coordenadas 26°30′4″N 97°38′23″O / 26.50111, -97.63972. Según la Oficina del Censo de los Estados Unidos, San Perlita tiene una superficie total de 1.34 km², de la cual 1.34 km² corresponden a tierra firme y (0%) 0 km² es agua.

## Demografía
Según el censo de 2010, había 573 personas residiendo en San Perlita. La densidad de población era de 426,27 hab./km². De los 573 habitantes, San Perlita estaba compuesto por el 94.94% blancos, el 0% eran afroamericanos, el 0% eran amerindios, el 0.17% eran asiáticos, el 0% eran isleños del Pacífico, el 3.66% eran de otras razas y el 1.22% pertenecían a dos o más razas. Del total de la población el 93.89% eran hispanos o latinos de cualquier raza.